# Great Lawn

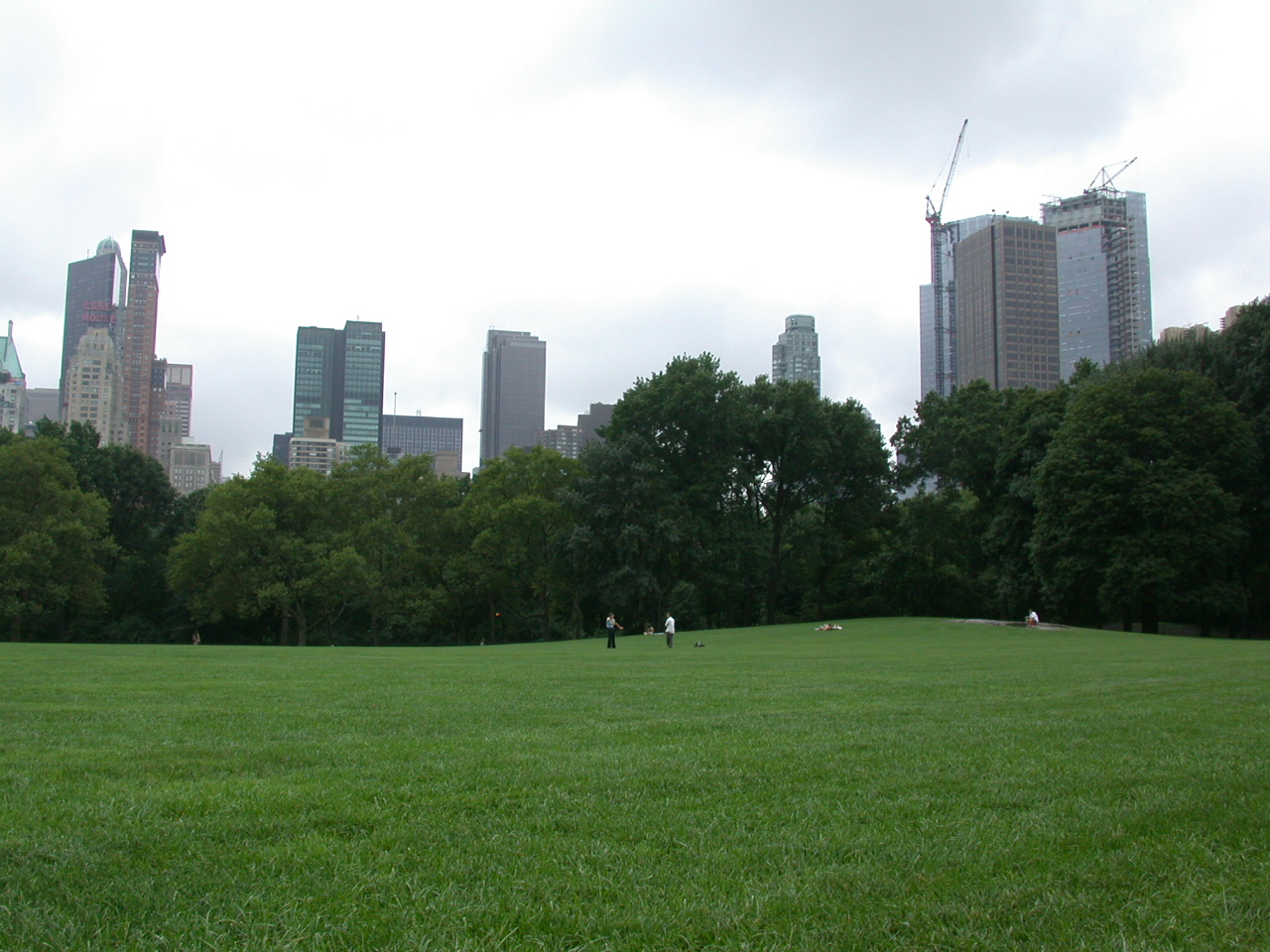
Gespa del Great Lawn, al cor de Central Park.

La Great Lawn o Great Lawn and Turtle Pond (literalment gran gespa) és un dels espais de Central Park, al nord de Manhattan, a New York. La Great Lawn ocupa la major part de l'espai rectangular abans cobert pel Lower Reservoir, d'una superfície de 14 hectàrees. Aquesta reserva, de la que la construcció datava de 1842, formava part dels plànols originals del parc dissenyats per Frederick Law Olmsted i Calvert Vaux, sent anterior a la construcció de Central Park. Ocupava un espai comprès entre el carrer 79 i el 86, i el Belvedere Castle el dominava al cantó sud-oest. Però la construcció del Croton-Catskill Reservoir, per fer front a les necessitats d'aigua de la ciutat van fer el Lower Reservoir inútil.

## Creació
L'assecament de la reserva va començar el 23 de gener de 1930. El juny de 1930, la ciutat va adoptar un pla realitzat per l'American Society of Landscape Architects que preveia la instal·lació d'una gran gespa oval, del qual les vores serien alegrades per massissos d'arbres a l'interior i l'exterior de la via de vianants que l'envolta. Al nord, dos terrenys de joc tancats havien de ser envoltats també d'arbusts i d'arbres. Les aigües de l'assecament de la reserva eren recollides en un petit estany al sud, el predecessor de l'actual Turtle Pond (bassa de les tortugues), i la forma essencialment rectangular, malgrat algunes lleugeres corbes, traçades pel betó deixada per la reserva aparegués progressivament. A nivell de la riba sud, el pendent escarpat que havia retingut les aigües de la reserva va ser abatut, i hi van ser plantats arbres per tal d'alterar el relleu.
Durant aquest temps, la ciutat experimentava el contracop de la crisi de 1929, i es trobava al límit de la insolvència. S'hi va desenvolupar un Hooverville de cabanes improvisades fins i tot a la part assecada de la reserva. Però el gener de 1934, l'arribada de Fiorello LaGuardia al poder va permetre l'acabament dels treballs, sota la direcció de l'urbanista Robert Moses, que en dos anys va arribar a finalitzar els treballs del Great Lawn. S'hi van plantar roures i til·lers d'Europa.

## Els treballs de renovació

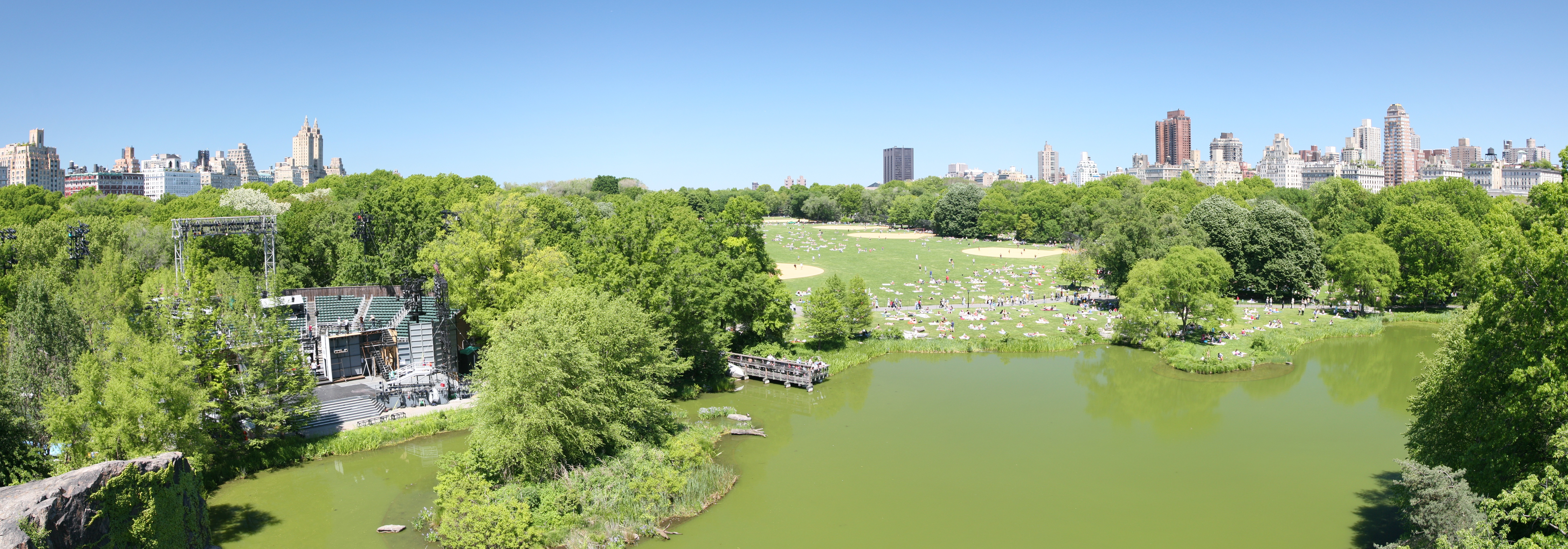
Delacorte Theater, Turtle Pond i Great Lawn

Al llarg dels anys, la Great Lawn, ha estat molt sovintejada. S'hi van haver de construir vuit terrenys de beisbol durant els anys 1950 i els concerts a l'aire lliure van desgastar més la gespa. El sòl, comprimit i desproveït de gespa per clapes amenaçava d'esdevenir un camp de pols, igualment més que les deixalles del sòl s'abocaven en el Turtle Pond, donant lloc a un fenomen d'eutrofització, que engendrava el creixement d'algues cada estiu. L'octubre de 1995, el Central Park Conservancy (comitè de salvaguarda de Central Park) va prendrela decisió de replantar 22,3 hectàrees de gespa, amb la posada en marxa d'un sistema de drenatge i de reg, que va portar a un assecament complet i a una reconfiguració de la Turtle Pond (que portava aquest nom d'ençà 1987). S'hi van plantar noves plantes a la vora del nou estany, entre les quals la boga i dels iris, en un bloc de betó submergit superposat, per tal de donar a totes les espècies de plantes una profunditat d'aigua ideal. També va ser col·locada al centre de l'estany una petita illa exposada al sol per facilitar la reproducció i la posta de les tortugues. A més a més, s'hi han descobert diferents espècies de libèl·lules noves.